# MAX232

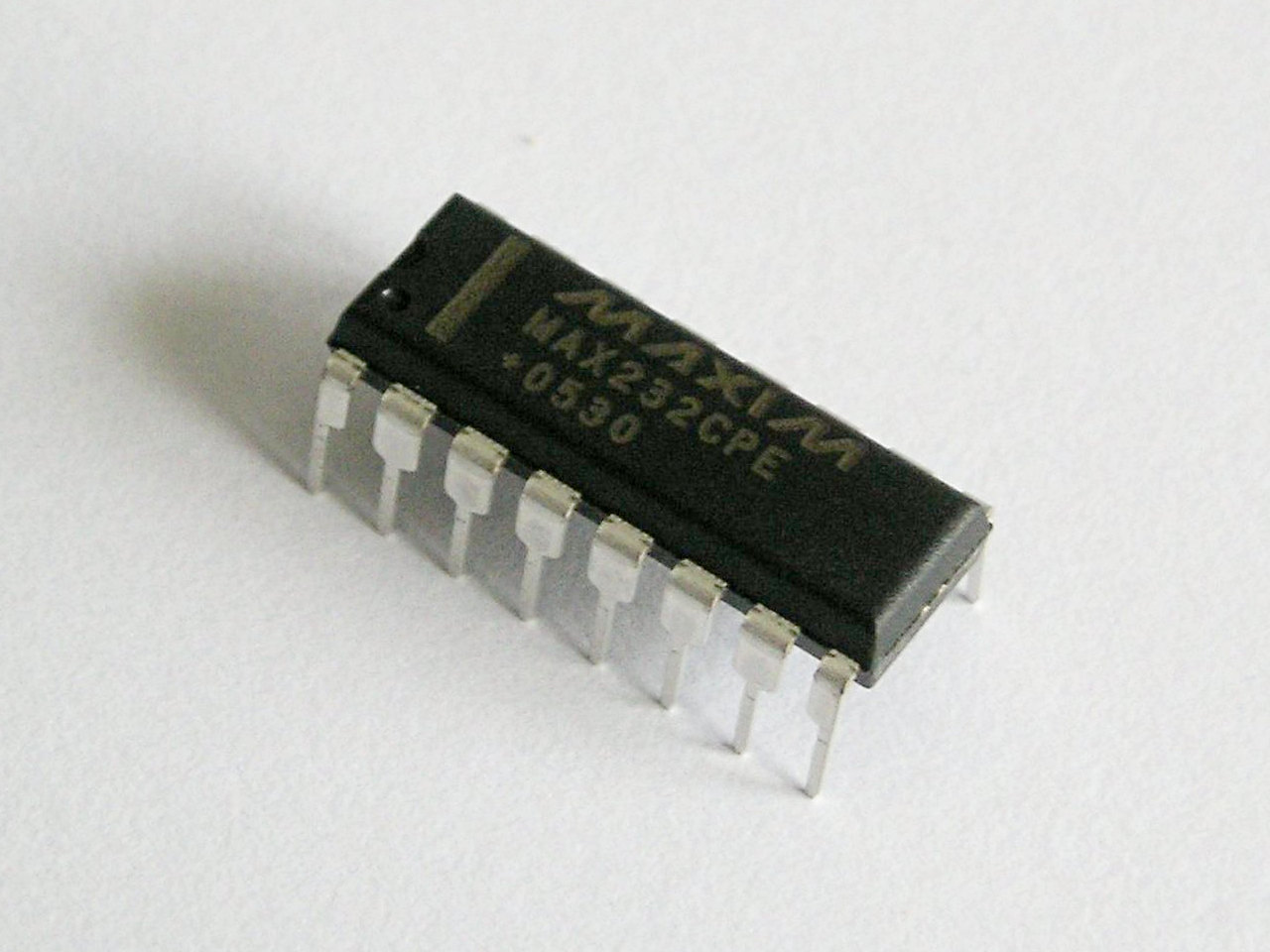
Микросхема MAX232

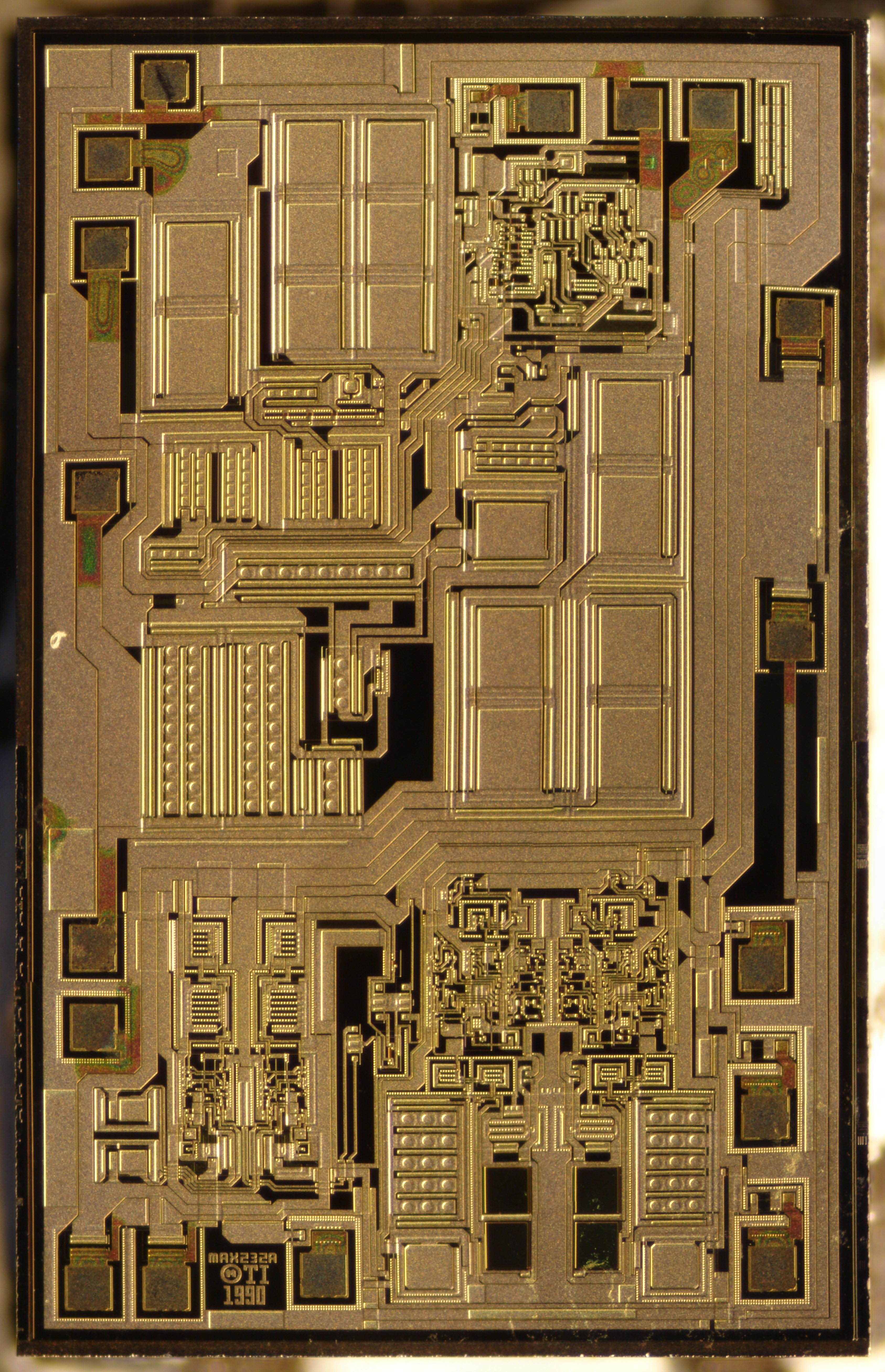
MAX232

MAX232 — интегральная схема, преобразующая сигналы последовательного порта RS-232 в сигналы, пригодные для использования в цифровых схемах на базе ТТЛ- или КМОП-технологий. MAX232 работает приемопередатчиком и преобразует сигналы RX, TX, CTS и RTS.
Функциональность и цоколевка микросхемы стала стандартом де-факто и её аналоги (с другой маркировкой) выпускаются множеством производителей полупроводниковых микросхем.
Схема обеспечивает уровень выходного напряжения, используемый в RS-232 (приблизительно ±7,5 В), преобразуя входное напряжение +5 В при помощи внутреннего зарядового насоса на внешних конденсаторах. Это упрощает реализацию RS-232 в устройствах, работающих на напряжениях от 0 до +5 В, так как не требуется усложнять источник питания только для того, чтобы использовать RS-232.
Входное напряжение от RS-232, которое может достигать ±25 В, понижается до стандартных 5 В, используемых в транзисторно-транзисторной логике. Входы имеют средний порог 1,3 В и средний гистерезис 0,5 В.
Модификация MAX232A обратно совместима с MAX232, но может работать на более высоких скоростях (см. Бод), и использовать внешние конденсаторы меньшей ёмкости — 0,1 μF вместо конденсаторов на 1,0 μF, используемых с оригинальной схемой.
Последняя модификация — MAX3232 — также обратно совместима с предыдущими, но работает в диапазоне напряжений питания от 3 до 5,5 В.

## Уровни напряжения
Полезно понимать, что происходит с уровнями напряжения. Когда схема MAX232 получает на вход логический «0» от ТТЛ, она преобразует его в напряжение от +3 до +15 В, а когда получает логическую «1» — преобразует её в напряжение от −3 до −15 В, и по тому же принципу выполняет обратные преобразования от RS-232 к ТТЛ.
| Тип линии и логический уровень RS-232 | Напряжение RS-232 | Напряжение от ТТЛ к MAX232 или обратно |
| ------------------------------------- | ----------------- | -------------------------------------- |
| Линия данных, логический «0»          | от +3 В до +15 В  | 0 В                                    |
| Линия данных, логическая «1»          | от −3 В до −15 В  | 5 В                                    |

## Производные
Maxim Integrated (англ.) расширила семейство MAX232 версиями с четырьмя передатчиками (MAX234), с четырьмя приемниками и четырьмя передатчиками (MAX248), а также рядом других комбинаций приемников и передатчиков.